# Вартислав X
Вартислав X (ок. 1435 — 17 декабря 1478, Барт) — герцог (князь) Бартский (1457—1478), Рюгенский (1457—1478) и Вольгастский (1474—1478).

## Биография
Представитель династии Грифичей. Второй (младший) сын Вартислава IX (1395/1400 — 1457), герцога Вольгастского (1405—1451) и Померанского (1451—1457) и Софии Саксен-Лауэнбургской (ум. 1462). Старший брат — герцог Эрик II Вольгастский.
В 1457 году после смерти своего отца Вартислава IX Вартислав X получил во владение Бартское и Рюгенское герцогства.
В 1459 году после смерти герцога Эрика I Померанского герцога Вольгастский Эрик II получил во владение Слупское герцогство, передав своему младшему брату Вартиславу X Вольгаст.
Вартислав X был дважды женат. Его первой женой была Елизавета Бранденбург-Кульмбахская (1425—1465), дочери маркграфа Иоганна Алхимика Бранденбург-Кульмбахского (1406—1464) и Барбары Саксонской (1405—1465). Елизавета была вдовой Иоахима Младшего (ок. 1424—1451) и матерью Оттона III (1444—1464), последнего герцога Щецинского (1451—1464). Этот брак привёл к тому, что Вартислав X стал на некоторое время опекуном своего пасынка Оттона III, который стал править самостоятельно в возрасте 15 лет. Вартислав и Елизавета имел двух сыновей: Эртмара и Святобора, которые умерли в 1464 году от эпидемии чумы. Оттон III также скончался от этой же эпидемии в 1464 году.
Вартислав X развелся с первой женой Елизаветой в 1465 году из-за политический разногласий с Бранденбургом. После получения развода он вторично женился в 1472 году на Магдалене Мекленбургской (1454—1532), дочери герцога Генриха Мекленбургского (до 1412—1466) и Маргариты Брауншвейг-Люнебургской (1442—1512). Второй брак оказался бездетным.
После смерти Оттона III Вартислав X вместе со старшим братом Эриком II получил во владение Щецинское герцогство после войны с Бранденбургским маркграфством. На самом деле Щецинский удел перешел под контроль старшего брата Эрика II.
В 1474 году после смерти Эрика II Померанского Вартислав X стал взаимодействовать со своим племянником Богуславом X Великим. Вартислав X с племянником боролся против Бранденбургского маркграфства, в частности, захватил Гарц и окрестные земли.
17 декабря 1478 года Вартислав X скончался в Барте. После смерти бездетного Вартислава (два его сына скончались от чумы еще в 1464 году) его владения унаследовал племянник Богуслав X, объединив под своей властью все Померанское герцогство. Вартислав был похоронен в цистерцианском монастыре в Новополе (в настоящее время — город Францбург).